# ニコロデオン・ムービーズ
ニコロデオン・ムービーズ（Nickelodeon Movies）は、子供向けケーブルチャンネルのニコロデオンの映画製作部門である。1995年に設立され、初めて製作した映画は『ハリエットのスパイ大作戦』である。主にニコロデオンのテレビ番組をベースとした映画を製作しており、多くの映画はPG-13かG指定で、パラマウント・スカイダンス・コーポレーション傘下のパラマウント・ピクチャーズの配給で公開される。
2020年現在、マスコットキャラクターはニコロデオンとそのアニメーション部門同様、『スポンジ・ボブ』のスポンジボブ・スクエアパンツである。

## 作品一覧
| #  | 作品名                                                   | 全米公開日                                              | 日本公開日      | 共同製作会社 | 上映時間 |
| -- | -------------------------------------------------------- | ------------------------------------------------------- | --------------- | --- | -------- |
| 1  | 『ハリエットのスパイ大作戦』                             | 1996年7月10日                                           | 1997年12月17日1 | パラマウント | 102分    |
| 2  | 『グッド・バーガー』                                     | 1997年7月25日                                           | 1998年7月24日1  | パラマウント | 95分     |
| 3  | 『ラグラッツ・ムービー』                                 | 1998年11月20日                                          | 1999年12月23日  | パラマウント | 80分     |
| 4  | 『スノーデイ 学校お休み大作戦』                          | 2000年02月11日                                          | 日本未公開      | パラマウント | 89分     |
| 5  | 『ラグラッツのパリ探検隊』                               | 2000年11月17日                                          | 2002年4月20日   | パラマウント | 78分     |
| 6  | 『ジミー・ニュートロン 僕は天才発明家!』                 | 2001年12月21日                                          | 2004年11月26日1 | パラマウント | 82分     |
| 7  | 『タイムマイン』                                         | 2002年3月29日                                           | 2002年12月20日2 | パラマウント | 94分     |
| 8  | 『ヘイ・アーノルド! ムービー』                           | 2002年6月28日                                           | 2003年10月24日  | パラマウント | 75分     |
| 9  | 『ワイルド・ソーンベリーズ ムービー』                    | 2002年12月20日                                          | 2003年10月24日  | パラマウント | 85分     |
| 10 | 『ラグラッツのGOGOアドベンチャー』                       | 2003年6月13日                                           | 2004年11月26日1 | パラマウント | 80分     |
| 11 | 『スポンジ・ボブ/スクエアパンツ ザ・ムービー』           | 2004年11月19日                                          | 2006年4月22日   | パラマウント | 87分     |
| 12 | 『レモニー・スニケットの世にも不幸せな物語』             | 2004年12月17日                                          | 2005年5月06日   | パラマウント ドリームワークス | 108分    |
| 13 | 『ステップ!ステップ!ステップ!』（配給のみ）              | 2005年5月13日                                           | 日本未公開      | パラマウント・クラシックス | 106分    |
| 14 | 『ヘレンとフランクと18人の子供たち』                     | 2005年11月23日                                          | 日本未公開      | パラマウント メトロ・ゴールドウィン・メイヤー コロンビア | 88分     |
| 15 | 『ナチョ・リブレ 覆面の神様』                            | 2006年6月16日                                           | 2006年11月3日   | パラマウント | 92分     |
| 16 | 『バーンヤード』                                         | 2006年8月4日                                            | 2006年12月12日2 | パラマウント | 90分     |
| 17 | 『シャーロットのおくりもの』                             | 2006年12月15日                                          | 2006年12月23日  | パラマウント ウォールデン・メディア ザ・K・エンタテインメント・カンパニー                                                                                                | 96分     |
| 18 | 『スパイダーウィックの謎』                               | 2008年2月14日                                           | 2008年4月26日   | パラマウント | 96分     |
| 19 | 『ホテル・バディーズ ワンちゃん救出大作戦』              | 2009年1月16日                                           | 2009年8月07日1  | ドリームワークス | 100分    |
| 20 | 『ジョージアの日記/ゆーうつでキラキラな毎日』            | 2009年3月12日                                           | 2008年11月15日  | パラマウント | 100分    |
| 21 | 『エディ・マーフィの劇的1週間』                          | 2009年6月12日                                           | 2009年5月02日1  | パラマウント | 107分    |
| 22 | 『エアベンダー』                                         | 2010年7月01日                                           | 2010年7月17日   | パラマウント ブラインディング・エッジ・ピクチャーズ ザ・ケネディ/マーシャル・カンパニー                                                                                  | 103分    |
| 23 | 『ランゴ』                                               | 2011年3月04日                                           | 2011年10月22日  | パラマウント | 107分    |
| 24 | 『タンタンの冒険/ユニコーン号の秘密』（配給のみ）        | 2011年12月21日                                          | 2011年12月1日   | パラマウント コロンビア アンブリン・エンターテインメント | 107分    |
| 25 | 『そんなガキなら捨てちゃえば?』                          | 2012年10月25日                                          | 2013年9月27日1  | パラマウント | 86分     |
| 26 | 『ミュータント・タートルズ』                             | 2014年8月08日                                           | 2015年2月07日   | パラマウント プラチナム・デューンズ | 101分    |
| 27 | 『スポンジ・ボブ 海のみんなが世界を救Woo!』              | 2015年2月06日                                           | 2015年5月16日   | パラマウント | 92分     |
| 28 | 『ミュータント・ニンジャ・タートルズ：影＜シャドウズ＞』 | 2016年6月3日                                            | 2016年8月26日   | パラマウント プラチナム・デューンズ | 112分    |
| 29 | 『モンスタートラック』                                   | 2017年01月13日                                          | 2017年06月07日1 | パラマウント | 105分    |
| 30 | 『みんなあつまれ! ワンダーパーク』                       | 2019年3月15日                                           | 2019年10月9日1  | パラマウント | 85分     |
| 31 | 『劇場版 ドーラといっしょに大冒険』                      | 2019年8月9日                                            | 2019年12月25日1 | パラマウント・プレイヤーズ ウォールデン・メディア メディア・ライツ・キャピタル バー!・プロダクションズ                                                                   | 102分    |
| 32 | 『ファイティング・with・ファイア』                       | 2019年11月08日                                          | 2020年6月03日1  | パラマウント・プレイヤーズ ウォールデン・メディア ブロークン・ロード・プロダクションズ                                                                                   | 96分     |
| 33 | 『スポンジ・ボブ: スポンジ・オン・ザ・ラン』             | 2020年8月14日（カナダ） 2021年3月4日（アメリカ合衆国）3 | 2020年11月5日   | パラマウント・アニメーション メディア・ライツ・キャピタル ユナイテッド・プランクトン・ピクチャーズ ミクロス・イメージ Paramount+（米国での配給） Netflix（世界での配給） | 91分     |
| 34 | 『パウ・パトロール ザ・ムービー』（配給のみ）            | 2021年8月20日                                           | 2021年8月20日   | パラマウント スピン・マスター・エンターテインメント ミクロス・イメージ                                                                                                   | 86分     |
| 35 | 『ラウド・ハウス・ムービー』                             | 2021年8月20日3                                          | 2021年8月20日3  | Netflix | 87分     |
| 36 | 『ザ・J・チーム』                                        | 2021年9月3日3                                           | 未定            | Paramount+ | 85分     |
| 37 | 『ハンクの肉球大決戦』（配給のみ）                       | 2022年7月15日                                           | 2022年10月26日3 | アライン アニベンチャー HB・ウィンク・アニメーション GFM・アニメーション フライング・タイガース・エンターテインメント シネサイト ブルックスフィルムズ                    | 98分     |
| 38 | 『ライズ・オブ・ミュータント・タートルズ: THE MOVIE』    | 2022年8月5日                                            | 2022年8月5日    | Netflix | 82分     |
| 39 | 『ミュータント・タートルズ: ミュータント・パニック!』    | 2023年8月2日                                            | 2023年9月22日   | パラマウント・ピクチャーズ | 100分    |
| 40 | 『パウ・パトロール ザ・マイティ・ムービー』（配給のみ）  | 2023年9月29日                                           | 2023年12月15日  | スピン・マスター・エンターテインメント |          |

備考
1. ビデオスルー
2. テレビ放送
3. ビデオオンデマンド